# Cantón de Saint-Denis-Sur
El cantón de Saint-Denis-Sur era una división administrativa francesa, que estaba situada en el departamento de Sena-Saint-Denis y la región de Isla de Francia.

## Composición
El cantón estaba formado por una comuna, más una fracción de la comuna que le daba su nombre, más una fracción de otra comuna:
- L'Île-Saint-Denis
- Saint-Denis (fracción)
- Saint-Ouen (fracción)

## Supresión del cantón de Saint-Denis-Sur
En aplicación del Decreto nº 2014-214 de 21 de febrero de 2014, y corregido por Decreto nº 2014-481 de 13 de mayo de 2014, el cantón de Saint-Denis-Sur fue suprimido el 22 de marzo de 2015 y sus 3 comunas pasaron a formar parte; dos del nuevo cantón de Saint-Ouen y la fracción de la comuna que le daba su nombre se unió con las demás fracciones para que, por medio de una reestructuración cantonal, fueran creados los nuevos cantones de Saint-Denis-1 y Saint-Denis-2.